# Ben Hill County
Das Ben Hill County ist ein County im Bundesstaat Georgia der Vereinigten Staaten. Der Verwaltungssitz (County Seat) ist Fitzgerald.

## Geographie
Das County hat eine Fläche von 658 Quadratkilometern, wovon sechs Quadratkilometer Wasserfläche sind. Es grenzt im Uhrzeigersinn an folgende Countys: Telfair County, Coffee County, Irwin County, Turner County und Wilcox County.

## Geschichte
Das Ben Hill County wurde am 31. Juli 1906 aus dem Irwin und Wilcox County gebildet und nach Benjamin Harvey Hill benannt, einem Senator der Konföderierten und später US-Senator.

## Demografische Daten
Laut der Volkszählung von 2010 verteilten sich die damaligen 17.634 Einwohner auf 6.794 bewohnte Haushalte, was einen Schnitt von 2,55 Personen pro Haushalt ergibt. Insgesamt bestehen 7.942 Haushalte.
69,6 % der Haushalte waren Familienhaushalte (bestehend aus verheirateten Paaren mit oder ohne Nachkommen bzw. einem Elternteil mit Nachkomme) mit einer durchschnittlichen Größe von 3,07 Personen. In 36,5 % aller Haushalte lebten Kinder unter 18 Jahren sowie in 27,0 % aller Haushalte Personen mit mindestens 65 Jahren.
29,0 % der Bevölkerung waren jünger als 20 Jahre, 24,5 % waren 20 bis 39 Jahre alt, 26,8 % waren 40 bis 59 Jahre alt und 19,8 % waren mindestens 60 Jahre alt. Das mittlere Alter betrug 37 Jahre. 47,9 % der Bevölkerung waren männlich und 52,1 % weiblich.
59,2 % der Bevölkerung bezeichneten sich als Weiße, 34,6 % als Afroamerikaner, 0,3 % als Indianer und 0,7 % als Asian Americans. 3,8 % gaben die Angehörigkeit zu einer anderen Ethnie und 1,3 % zu mehreren Ethnien an. 5,8 % der Bevölkerung bestand aus Hispanics oder Latinos.
Das durchschnittliche Jahreseinkommen pro Haushalt lag bei 30.643 USD, dabei lebten 36,2 % der Bevölkerung unter der Armutsgrenze.

## Kultur und Sehenswürdigkeiten

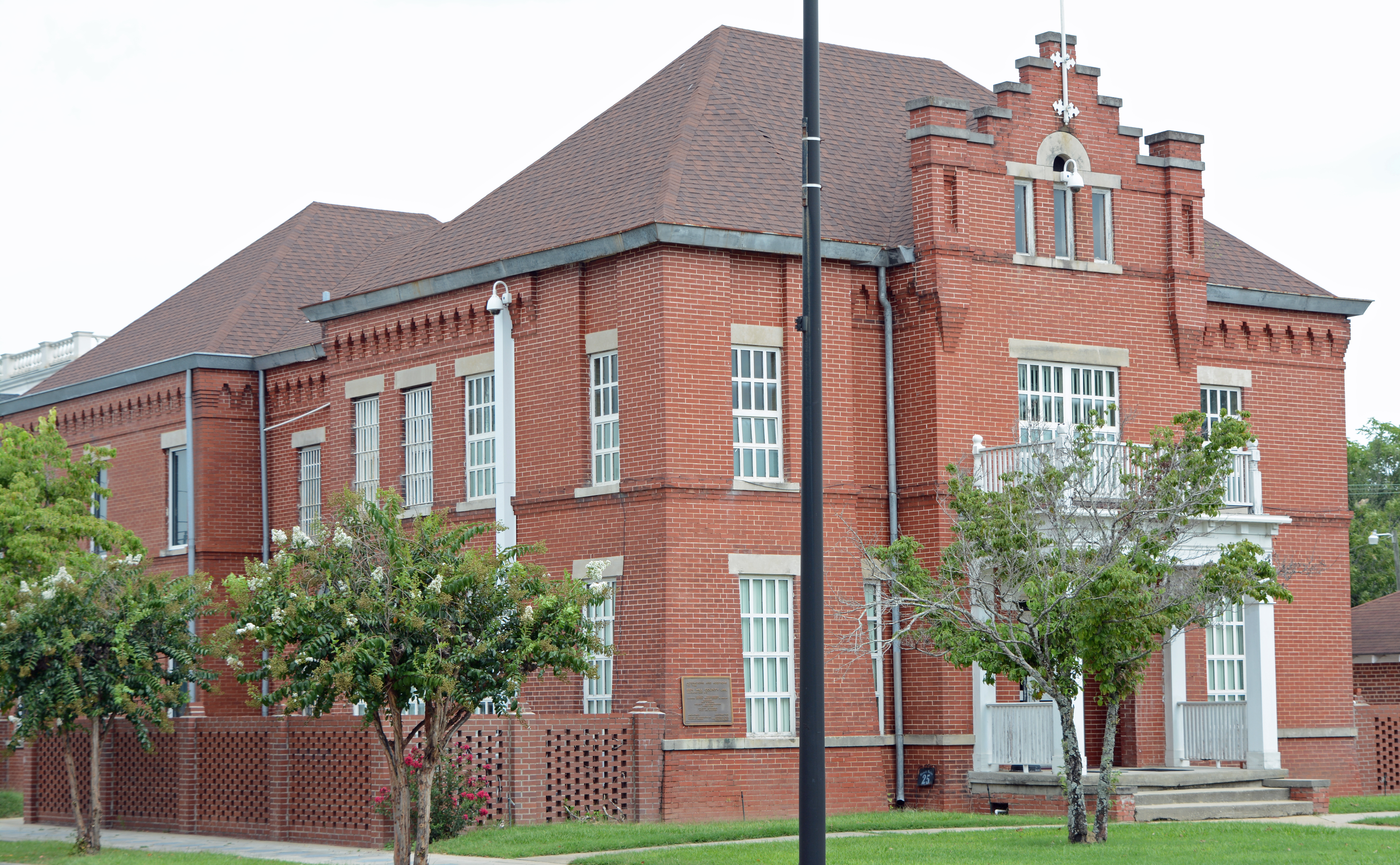
Ben Hill County Jail in Fitzgerald (2015). Das Gefängnis entstand im Jahr 1909 im Stile der Neuromanik und wurde für circa 70 Jahre in dieser Funktion genutzt. Im August 1982 wurde das Ben Hill County Jail als zweites Objekt im County in das NRHP eingetragen.

Sieben Bauwerke und Historic Districts („historische Bezirke“) im Ben Hill County sind im National Register of Historic Places („Nationales Verzeichnis historischer Orte“; NRHP) eingetragen (Stand 17. April 2023), darunter das Gerichts- und Verwaltungsgebäude sowie das ehemalige Gefängnis des County und ein Appartementgebäude.

## Orte im Ben Hill County
Orte im Ben Hill County mit Einwohnerzahlen der Volkszählung von 2010:
City:
- Fitzgerald (County Seat) – 9.053 Einwohner